# 辻堂西海岸
辻堂西海岸（つじどうにしかいがん）は、神奈川県藤沢市にある地名。現行行政町名は辻堂西海岸一丁目から辻堂西海岸三丁目。住居表示実施済み区域。

## 地理
藤沢市の南西部に位置する。南に辻堂海岸がある。
北は辻堂、東は辻堂東海岸、西は茅ヶ崎市汐見台である。北東が一丁目、北西が二丁目、南が三丁目である。

### 地価
住宅地の地価は、2023年（令和5年）1月1日の公示地価によれば、辻堂西海岸3-1-41の地点で24万円/m2となっている。

## 歴史
平安時代は、大庭御厨の一部で伊勢神宮の荘園であった。

### 沿革
- 平安時代中期（10世紀） - 相模国高座郡土甘（とかみ・となみ）郷の一部となる。
- 1104年（長治元年）ころ - 鎌倉景正が大庭御厨を開拓し、その一部となる。
- 鎌倉時代 - 辻堂および茅ヶ崎を含む広域の地名で「八的ヶ原」（やまとがはら）、後に「八松ヶ原」（やつまつがはら）と呼ばれる。

- 1590年（天正18年） - 海岸が天領となり、藤沢宿代官が管理する。
- 1728年（享保13年） - 享保の改革の一環で、相州炮術調練場を設置する。
- 明治初期 - 日本海軍横須賀鎮守府の砲術試験場および陸戦演習場が置かれる。
- 1873年（明治6年）5月1日 - 神奈川県が区番組制を施行し、辻堂村は第17区となる。小字および地番が制定される。
- 1878年（明治11年）11月18日 - 郡区町村編制法により、行政区画としての高座郡辻堂村が編成され、当地はその一部となる。
- 1889年（明治22年）4月1日 - 町村制が施行され、辻堂村、大場村、羽鳥村および稲荷村が合併し、神奈川県高座郡明治村となる。
- 1906年（明治39年）3月 - 軍が土地40町を買収し、砲術試験場および陸戦演習場の施設を固定化する。
- 1908年（明治41年）4月1日 - 明治村、藤沢大坂町および鵠沼村が合併して、藤沢町となる。
- 1926年（大正15年） - 横須賀海軍砲術学校辻堂演習場が置かれる。
- 1935年（昭和10年）7月27日 - 現在の神奈川県道30号戸塚茅ヶ崎線および神奈川県道308号辻堂停車場辻堂線の当地域隣接部分が湘南海岸道路として開通。
- 1940年（昭和15年）10月1日 - 藤沢町が市政を敷き、藤沢市となる。
- 1952年（昭和27年）7月26日 - 連合国軍に接収された横須賀海軍砲術学校辻堂演習場が、在日米海軍辻堂演習場となる。
- 1959年（昭和34年）6月25日 - 在日米海軍辻堂演習場が返還され、国有地および県有地となる。
- 1960年（昭和35年）11月22日 - 在日米海軍辻堂演習場跡地の海岸沿い部分の国道134号が完成。
- 1961年（昭和36年）4月1日 - 相模工業高等学校（後の湘南工科大学附属高等学校）開校。
  - 5月29日 - 神奈川県道藤沢小和田線（後の神奈川県道30号戸塚茅ヶ崎線）が開通。
- 1962年（昭和37年）7月10日 - 藤沢市立白浜養護学校が、現在地に移転。
- 1963年（昭和38年） - 相模工業大学（後の湘南工科大学）が開学。
- 1964年（昭和39年）9月1日 - 藤沢市立高砂小学校が現在地に移転。
  - 10月 - 日本住宅公団辻堂団地の入居開始。
- 1967年（昭和42年）10月1日 - 辻堂西海岸一丁目から三丁目までを新設[7]。
- 1970年（昭和45年）4月1日 - 藤沢市立浜見小学校が開校。
- 1971年（昭和46年）4月1日 - 辻堂海浜公園が開園。
- 1973年（昭和48年）4月1日 - 藤沢市立高浜中学校が開校。

### 町名の変遷
| 実施後           | 実施年月日    | 実施前（各字名ともその一部）                           |
| ---------------- | ------------- | ------------------------------------------------------ |
| 辻堂西海岸一丁目 | 1967年10月1日 | 大字辻堂字出口・字大ヤゲン・字弥平田・字砂山・字浜見山 |
| 辻堂西海岸二丁目 | 1967年10月1日 | 大字辻堂字勘久・字高砂・字弥平田・字砂山               |
| 辻堂西海岸三丁目 | 1967年10月1日 | 大字辻堂字勘久・字砂山・字大ヤゲン・字浜見山           |

## 世帯数と人口
2023年（令和5年）9月1日現在（藤沢市発表）の世帯数と人口は以下の通りである。
| 丁目             | 世帯数    | 人口    |
| ---------------- | --------- | ------- |
| 辻堂西海岸一丁目 | 849世帯   | 2,167人 |
| 辻堂西海岸二丁目 | 2,318世帯 | 4,168人 |
| 辻堂西海岸三丁目 | 594世帯   | 1,582人 |
| 計               | 3,761世帯 | 7,917人 |

### 人口の変遷
国勢調査による人口の推移。
| 年                 | 人口   |
| ------------------ | ------ |
| 1995年（平成7年）  | 10,051 |
| 2000年（平成12年） | 8,910  |
| 2005年（平成17年） | 6,921  |
| 2010年（平成22年） | 6,737  |
| 2015年（平成27年） | 7,699  |
| 2020年（令和2年）  | 8,126  |

### 世帯数の変遷
国勢調査による世帯数の推移。
| 年                 | 世帯数 |
| ------------------ | ------ |
| 1995年（平成7年）  | 3,730  |
| 2000年（平成12年） | 3,560  |
| 2005年（平成17年） | 2,936  |
| 2010年（平成22年） | 2,928  |
| 2015年（平成27年） | 3,407  |
| 2020年（令和2年）  | 3,758  |

## 事業所
2021年（令和3年）現在の経済センサス調査による事業所数と従業員数は以下の通りである。
| 丁目             | 事業所数 | 従業員数 |
| ---------------- | -------- | -------- |
| 辻堂西海岸一丁目 | 28事業所 | 872人    |
| 辻堂西海岸二丁目 | 34事業所 | 493人    |
| 辻堂西海岸三丁目 | 16事業所 | 255人    |
| 計               | 78事業所 | 1,620人  |

### 事業者数の変遷
経済センサスによる事業所数の推移。
| 年                 | 事業者数 |
| ------------------ | -------- |
| 2016年（平成28年） | 63       |
| 2021年（令和3年）  | 78       |

### 従業員数の変遷
経済センサスによる従業員数の推移。
| 年                 | 従業員数 |
| ------------------ | -------- |
| 2016年（平成28年） | 1,319    |
| 2021年（令和3年）  | 1,620    |

## 交通

### バス
- 神奈川中央交通
  - 辻02系統 茅ヶ崎駅南口行、辻堂駅南口行
  - 辻03系統 辻堂団地行、辻堂駅南口行
  - 辻11系統 辻堂団地行
  - 藤04系統 藤沢駅北口行、辻堂団地行
- 江ノ電バス
  - 辻03系統 辻堂団地行、辻堂駅南口行
  - 藤04系統 藤沢駅北口行、辻堂団地行
  - 浜見山系統 辻堂駅南口行、鵠沼車庫前行
  - 系統名なし 辻堂駅南口行、辻堂団地行

### 道路
- 国道134号
- 神奈川県道30号戸塚茅ヶ崎線
- 神奈川県道308号辻堂停車場辻堂線

## 施設
- 辻堂団地
- 辻堂海浜公園
- 辻堂南部公園
- 湘南工科大学
- 湘南工科大学附属高等学校
- 藤沢市立高浜中学校
- 藤沢市立高砂小学校
- 藤沢市立浜見小学校
- 藤沢市立白浜養護学校

## その他

### 日本郵便
- 郵便番号 : 251-0046[3]（集配局 : 藤沢郵便局[16]）。